# Kudani
Koordinaten: 59° 3′ N, 23° 30′ O
Kudani (schwedisch Gutanäs, deutsch Kudanes) ist ein Dorf (estnisch küla) in der Landgemeinde Lääne-Nigula (bis 2017: Landgemeinde Noarootsi) im Kreis Lääne in Estland.

## Beschreibung
Der Ort hat elf Einwohner (Stand 31. Dezember 2011). Er liegt zwölf Kilometer nördlich der Landkreishauptstadt Haapsalu.
Das Dorf soll früher eine Insel namens Krok-skäre mit einem Fischerhafen gewesen sein. 1540 wurde der Ort als Guthnis urkundlich erwähnt. 1575 wurde er von Russen und Tataren zerstört; Ende der 1580er Jahre war er wieder besiedelt.
Der Ortsname ist heute wieder offiziell zweisprachig estnisch und schwedisch, da das Dorf früher zum traditionellen Siedlungsgebiet der Estlandschweden gehörte.
Nördlich des Dorfkerns erstreckt sich der Kudani-See (Kudani järv). Er ist seit 1964 Teil des ausgedehnten Naturschutzgebiets Silma (Silma looduskaitseala) mit seinen zahlreichen Vogelarten.